# Robledillo de la Vera
Robledillo de la Vera est une commune de la province de Cáceres dans la communauté autonome d'Estrémadure en Espagne.